# Benjamin Köhler
Benjamin Köhler (Berlino, 4 agosto 1980) è un ex calciatore tedesco, di ruolo centrocampista.
Dopo aver scoperto e superato un tumore diagnosticatogli nel 2015, si è ritirato dal calcio giocato nell'estate 2017 a causa di problemi al ginocchio.